# GSC2791-225
GSC2791-225 є хімічно пекулярною зорею спектрального класу і має видиму зоряну величину в
смузі V приблизно 10.2.

## Пекулярний хімічний вміст
Зоряна атмосфера GSC2791-225 має підвищений вміст Силіцію.